# Jan Willem Holsbergen
Jan Willem Holsbergen (Rotterdam, 3 februari 1915 – Amsterdam, 20 mei 1995) was een Nederlandse auteur.
Holsbergen volgde de Academie voor Beeldende Kunsten in Rotterdam
Hij was reclametekstschrijver van beroep en werd docent aan de Rietveldacademie. In 1958 debuteerde hij met zijn roman De handschoenen van het verraad. Vanwege zijn onderhoudende, enigszins erotisch getinte romans genoot hij een zekere bekendheid in de jaren 1960, '70 en '80.
In 1962 ontving hij de Vijverbergprijs.
Enkele van zijn romans zijn:
- De handschoenen van het verraad (1958)
- Een koppel spreeuwen (1961)
- Soldaten en kinderen halfgeld (1965)
- Zakenmensen eerlijk als goud (1967)
- Het pistool van de rekening (1968)
- Tussen melk en bitter (1978)
- De neef uit Canada (1979)
- De prijs van een hoofd (1980)
- Een bakkersdozijn (1982)
- De grafisch ontwerper en zijn bagage (1990)